# Mike Phelan
Michael Christopher "Mike" Phelan (født 24. september 1962 i Nelson, Lancashire, England), også kendt som Mick Phelan eller Micky Phelan, er en engelsk fodboldtræner og tidligere spiller.
Som spiller brugte han det meste af sin karriere i Burnley, Norwich City og Manchester United, samt en kort periode i West Bromwich Albion før han blev pensioneret. Mens han spillede for Manchester United, spillede han også én kamp for England.
I september 2008 blev Phelan forfremmet fra førsteholdstræner til assistenttræner for Manchester United, og han kom derfor til at arbejde sammen med Sir Alex Ferguson i stedet for Carlos Queiroz.